# Albedo geometrica
In astronomia, l'albedo geometrica di un corpo celeste è il rapporto tra la sua luminosità effettiva come vista dalla direzione della fonte d'illuminazione (cioè, ad angolo di fase nullo) e quella ideale di una superficie lambertiana di uguale sezione trasversale (un disco piatto, diffondente ideale e pienamente riflettente).

## Determinazione

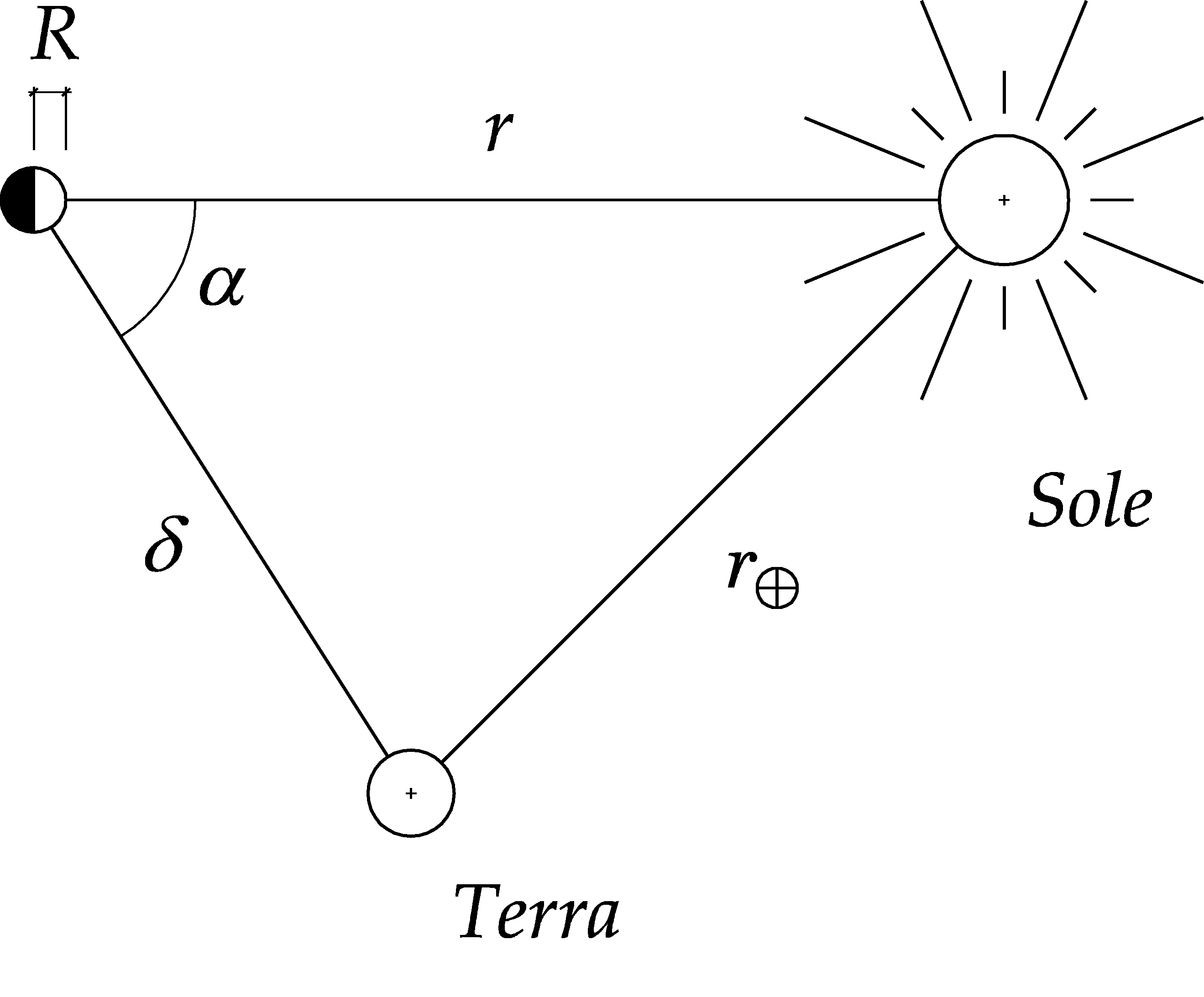
Schema per il calcolo dell'albedo geometrica con la formula indicata in questa sezione.

L'albedo geometrica {\displaystyle p} di un astro di magnitudine apparente {\displaystyle m_{\alpha }} (con {\displaystyle \alpha } angolo di fase) e raggio {\displaystyle R}, alla distanza {\displaystyle r} dal Sole e alla distanza {\displaystyle \delta } dalla Terra, può essere calcolata come:
{\displaystyle p=\left({\frac {r\cdot \delta }{R\cdot r_{\oplus }}}\right)^{2}\cdot 10^{-0,4\cdot (m_{0}-m_{\odot })}}
dove,
- {\displaystyle r_{\oplus }}: distanza della Terra dal Sole;
- {\displaystyle m_{0}}: magnitudine del corpo celeste ad angolo di fase nullo;
- {\displaystyle m_{\odot }}: magnitudine solare.

L'albedo geometrica di una sfera lambertiana perfettamente riflettente è 2/3.
Per osservatori terrestri, un pianeta superiore mostra angolo di fase quasi nullo quando è prossimo  all'opposizione; un pianeta inferiore invece lo mostra quando è in congiunzione superiore.

## Corpi privi di atmosfera
Le superfici dei corpi privi di atmosfera (la maggior parte dei corpi del sistema solare) sono fortemente non-lambertiane e tendono, anzi, a riflettere la luce nella direzione esatta della sorgente (l'effetto di opposizione). Risulta quindi piuttosto complesso determinarne l'albedo geometrica, poiché la loro riflettanza manifesta un forte picco per fasi prossime allo zero. Il valore di picco, inoltre, presenta una certa variabilità da corpo a corpo e deve essere determinato direttamente, eseguendo misure in corrispondenza di piccoli valori dell'angolo di fase. Ciò può accadere, però, solo se la linea di vista dell'osservatore è assai prossima alla direzione della radiazione incidente.
Per esempio, la Luna presenta angolo di fase nullo per un osservatore dalla Terra solo quando è in eclissi. Altri corpi del sistema solare, anche se osservati all'opposizione, non sono visti ad angolo di fase nullo a meno che non siano anche sull'eclittica (ovvero, si trovino ad attraversare il nodo ascendente o il nodo discendente della propria orbita). Di conseguenza, le proprietà di riflettanza di ciascun corpo (i parametri di Hapke) sono ottenuti da misure eseguite ad angoli di fase piccoli, ma non nulli. La funzione di riflettanza così ottenuta viene estrapolata per desumere il comportamento dell'oggetto ad angolo di fase nullo e stimare, quindi, l'albedo geometrica.
Corpi privi di atmosfera molto luminosi, come i satelliti naturali di Saturno (Encelado e Teti, ad esempio) posseggono un'albedo prossima all'unità. A ciò si aggiunge un forte effetto d'opposizione che li porta ad avere un'albedo geometrica superiore all'unità (1,4 nel caso di Encelado). Ciò significa che l'intensità della luce riflessa da simili corpi per unità di angolo solido è superiore a quanto possibile per qualunque superficie lambertiana.